# Kultur- und Friedenspreis der Villa Ichon

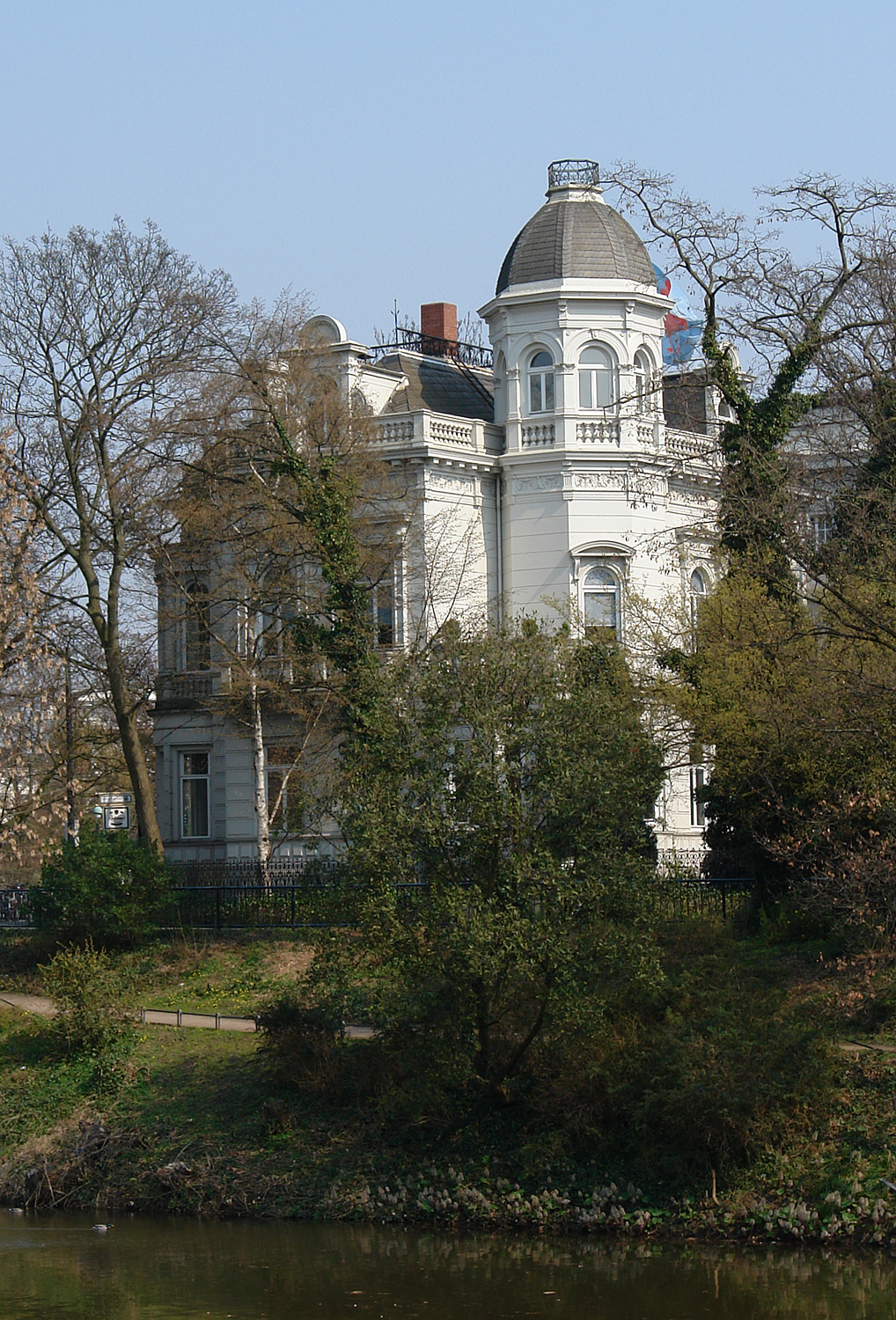
Die Villa Ichon in Bremen (Blick von den Wallanlagen).

Der Kultur- und Friedenspreis der Villa Ichon (nicht zu verwechseln mit dem Bremer Friedenspreis) wird seit 1983 vom Träger der Villa Ichon in Bremen, dem Verein der Freunde und Förderer der Villa Ichon, einmal jährlich verliehen. Mit dem Preis wird ein Werk oder Wirken gewürdigt, das „zugleich ein eindeutiges Bekenntnis zum Frieden darstellt und von hohem kulturellem Rang“ ist.
Der Preis richtet sich an Bremer Kulturschaffende als Einzelperson oder Kulturgruppe, wurde aber auch bereits an Nichtbremer vergeben.

## Geschichte und Dotierung
Der Preisgeber, der Verein Freunde und Förderer der Villa Ichon in Bremen e. V., ist seit 1982 Träger der Villa Ichon in Bremen, die mittlerweile als Forum für Kultur- und Friedensarbeit überregional bekannt ist. In dem denkmalgeschützten Gebäude im Bremer Ostertorviertel sind unter anderem amnesty international, DFG-VK und einige andere pazifistisch orientierte Gruppierungen dauerhaft als Mieter vertreten.
Die abrissbedrohte Villa Ichon wurde von dem Bremer Bauunternehmer und Mäzen Klaus Hübotter erhalten und Anfang der 1980er-Jahre restauriert und umgebaut. Hübotter ist Initiator und Mitgründer des Trägervereins; er initiierte auch den Kultur- und Friedenspreis. Vorsitzende des Vereins der Freunde und Förderer der Villa Ichon ist Luise Scherf.
Der Preis ist mit 5.000 Euro Preisgeld dotiert. Die Jury besteht aus dem jeweils amtierenden Vereinsvorstand.

## Zitat
„In dieser Villa soll friedliche Kulturarbeit geleistet werden, oder, umgekehrt ausgedrückt, eine kulturelle Friedensarbeit.“

## Preisträger
- 1983: Bremer Theater-Aktion Aber erst Gräber schaffen Heimat der Friedens-Initiative Ostertor (Peter Abromeit, Helmut Diez und Gustav Gisiger)
- 1984: Christoph Schminck-Gustavus
- 1985: Gruppe Argus, unter anderem mit Gerburg Rohde-Dahl
- 1986: Janet Fruchtmann und Willy Hundertmark
- 1987: Heinrich Hannover
- 1988: Heinrich Albertz
- 1989: ging der Preis als Spende an die Erdbebenopfer in Armenien
- 1990: Helmut Donat
- 1991: Karl Fruchtmann
- 1992: Will Quadflieg
- 1993: Bremer Initiative „500 Jahre Kolonianismus [sic] – 500 Jahre Widerstand“
- 1994: Arno Peters
- 1995: ging der Preis als Spende an die Kinder in Mostar
- 1996: Helmut Hafner
- 1997: Lothar Bührmann
- 1998: Ivan Illich
- 1999: Landesarbeitsgemeinschaft für das darstellende Spiel in der Schule
- 2000: Dagmar Gellert
- 2001: ging der Preis an alle Initiativen, die sich künstlerisch, wissenschaftlich und politisch um die Aufarbeitung der Geschichte des U-Boot-Bunkers „Valentin“ in Bremen-Farge verdient gemacht haben
- 2002: Klaus Huber
- 2003: Martin Rooney[1]
- 2004: Richard Modemann (post mortem)
- 2005: Udo Lindenberg[2]
- 2006: Dieter Senghaas[3]
- 2007: Ludwig Baumann
- 2008: Marco Bode[4]
- 2009: Blaue Karawane und Blaumeier-Atelier[5]
- 2010: Christine Kröger
- 2011: Willy Schwarz
- 2012: Halime Cengiz und Jutta Konowalczyk-Schlüter
- 2013: Rolf Gössner
- 2014: Kurt Nelhiebel
- 2015: Deutsche Kammerphilharmonie und das Mütterzentrum Osterholz Tenever
- 2016: Bernhard Docke
- 2017: Libuše Černá und Tilman Rothermel
- 2018: Pago Balke
- 2019: Jasmina Heritani
- 2020: SV Werder Bremen und Landessportbund Bremen
- 2021: Elvira Noa
- 2022: Omas gegen Rechts
- 2023: Eike Besuden
- 2024: Regina Heygster[6]

(Quelle:)